# Neocheiridium tenuisetosum
Neocheiridium tenuisetosum är en spindeldjursart som beskrevs av Beier 1959. Neocheiridium tenuisetosum ingår i släktet Neocheiridium och familjen dvärgklokrypare. Inga underarter finns listade i Catalogue of Life.